# Asociación Deportes Olímpicos
La Asociación Deportes Olímpicos (ADO) es una institución española sin ánimo de lucro cuyo fin es el apoyo, desarrollo y promoción de los deportistas nacionales de alto rendimiento a nivel olímpico. Fue fundada en 1988 con el objetivo de brindar a los deportistas españoles de élite los medios y recursos necesarios para lograr un buen resultado en cara a los Juegos Olímpicos de Barcelona 1992. Su trabajo se centra en la puesta en marcha del denominado Programa ADO.

## Objetivos
Entre los fines de la Asociación están los siguientes:
- Promover y desarrollar la práctica de la alta competición de los deportes incluidos en el programa olímpico vigente.
- Obtener recursos económicos a través de patrocinadores, para disponer de las subvenciones y ayudas necesarias para el adecuado desarrollo de dichos deportes.
- Participar en la selección, preparación y control de los deportistas que, con vocación de participar en los Juegos Olímpicos de la correspondiente olimpiada, vayan a recibir las subvenciones y ayudas.
- Velar por la efectividad y aprovechamiento del empleo de los recursos económicos

disponibles así como de su permanente control.
- Divulgar entre el público dichas actividades deportivas con el objetivo de su mayor conocimiento y popularidad.

## Formación
Esta Asociación fue fundada en 1988, tras los Juegos Olímpicos de Seúl, por tres socios: el Comité Olímpico Español (COE), el Consejo Superior de Deportes (CSD) y Radio Televisión Española (RTVE). Está financiada a través del patrocinio de importantes empresas y firmas españolas comprometidas con el deporte nacional. Hasta los Juegos Olímpicos de Pekín 2008, la asociación había obtenido unos 250 millones de euros por parte de sus patrocinadores. Se distinguen dos tipos de éstos:
- Socios patrocinadores: suscriben un contrato de patrocinio cuya contribución es de al menos 750.000 euros anuales (ciclo olímpico de Londres 2012), y cuentan con amplios derechos en la toma de decisiones y en la administración de ganancias por publicidad. En 2010 son los siguientes: Coca-Cola, El Corte Inglés, Leche Pascual, Endesa, La Caixa, Loterías y Apuestas del Estado, Repsol y Telefónica.

- Empresas patrocinadoras: son aquellas entidades que contribuyen económicamente con subvenciones o ayudas económicas menores; no tienen derecho en la toma de decisiones, pero sí se aprovechan de los beneficios publicitarios. En 2010 son los siguientes: Air Europa, Allianz, Caja Madrid, Campofrío, Correos, Estrella Damm y Nutrexpa.

## Funcionamiento
ADO administra y distribuye las aportaciones económicas recibidas de los patrocinadores entre las diferentes federaciones deportivas nacionales. Estas son las encargadas de entregar a los deportistas y a sus entrenadores las ayudas, basándose en los resultados obtenidos por los primeros en las últimas competiciones deportivas internacionales. Los deportistas elegidos reciben una beca anual, la beca del Programa ADO, cuya cuantía depende de sus resultados anteriores; los componentes de un equipo, reciben una ayuda proporcionalmente más baja.
Este programa está regido por los ciclos olímpicos (el período de cuatro años que hay entre dos Juegos Olímpicos, de verano o de invierno), es decir, es un programa cuatrienal.

## Organización
La Asociación tiene dos órganos de representación: la Asamblea General y la Junta Directiva; éstas cuentan con representantes de cada uno de los socios constituyentes. La Asamblea General se reúne ordinariamente dos veces por año. 
La Junta Directiva está presidida por dos copresidentes, un vicepresidente, un secretario y los gestores divididos en dos comisiones, la Técnica y la Económica. Los copresidentes se rotan anualmente en el cargo, correspondiendo en los años impares al presidente del CSD y en los años pares al presidente del COE. 